# Radioprognos
En radioprognos är en beräkning grundad på ett antaget solfläcktal som avser sannolikheten att vid given frekvens få en radioförbindelse till stånd vid en viss tidpunkt mellan specificerade orter och med en viss kvalitet för ett givet trafikslag (telegrafi, telefoni, fjärrskrift etc). Med en metafor kallas en radioprognos ibland för radioväder. 
Det antagna solfläcktalet är i sig en prognos, en extrapolering av historiska data. Med ledning av prognosen kan man bestämma vilken frekvens som är fördelaktigast vid ett visst klockslag. En annan utvärdering kan avse att om frekvensen är given, bestämma vilken tid på dygnet just denna frekvens är användbar. En annan variant är att av radioprognosen utläsa hur stor sändareffekt som är nödvändig för att vid en viss frekven och vid visst klockslag få förbindelse med begärd kvalitet. Begrepp i dessa sammanhang är
- Maximum Usable Frequency
- Fréquence optimal de travaille
- Optimum Working Frequency
- Lowest Required Radiated Power
- Highest Possible Radio Frequency